# Josef Coesfeld
Josef „Jupp“ Coesfeld (* 28. November 1914 in Remscheid, Deutsches Reich; † 23. September 1989 in München) war ein deutscher Maskenbildner mit sporadischen Ausflügen zum Bühnengesang und vor die Kamera.

## Leben und Wirken
Jupp Coesfeld, einer der zentralen Vertreter seines Berufsstandes beim Film der alten Bundesrepublik (1949 bis 1989), hatte seinen Vater bereits im zweiten Jahr des Ersten Weltkriegs, 1915, an der Front verloren. Nach seinem Volksschulabschluss durchlief Coesfeld junior eine Friseurlehre im heimatlichen Remscheid. Bald darauf fand er eine Anstellung am Remscheider Stadttheater und wurde Theaterfriseur. Nach zwei Jahren ging Coesfeld nach Berlin, wo sich damals das größte Perückenatelier Europas befand, und wurde dort eingestellt. Hier kam Josef Coesfeld erstmals mit dem Film in Kontakt. Sein erster Maskenbildnerjob 1942 war es, für Paul Wegener einen Vollbart anzufertigen und diesen dem in der Filmbiografie Diesel auftretenden Schauspieler jeden Drehtag neu anzukleben. Bis er schließlich 1945 zum Volkssturm eingezogen wurde, brachten Coesfeld weitere Aufträge mit berühmten Mimen wie Heinrich George, Hertha Feiler, Willy Fritsch, Heidemarie Hatheyer und Willy Birgel zusammen. Bei Kriegsende geriet er in die Hände der Briten und wurde in Lauenburg an der Elbe interniert.
Coesfeld verfügte auch über einige gesangliche Erfahrungen und wurde von Carl Jöken, der ihn gehört hatte, dazu animiert, es auch mal als Sänger zu versuchen. Der Maskenbildner legte im Krieg bei der Fachschaft Bühne die notwendigen Prüfungen ab und erhielt eine Ausbildung bei dem bekannten Kammersänger Guido Schützendorf sowie die Erlaubnis für ein Studium der Harmonielehre am Konservatorium. Durch die Wirren des Krieges konnte Coesfeld jedoch nicht mehr auftreten. Nach seiner Entlassung aus der Kriegsgefangenschaft, als die Filmherstellung weitgehend daniederlag, nahm Jupp Coesfeld als Solist an Chor- und Gesangswettbewerben teil. Am Stadttheater von Gießen wurde er als Erster Opern- und Operettentenor engagiert. Als nach der Gründung der Bundesrepublik die Filmproduktion wieder massiv anlief, kehrte er dorthin zurück. Coesfeld avancierte in den folgenden Jahrzehnten zu einem der gefragtesten Maskenbildner der bundesdeutschen Zelluloidbranche. Anfänglich häufig für die Inszenierungen Rolf Thieles bei der Produktionsfirma Filmaufbau Göttingen beschäftigt, entwickelte sich Coesfeld, seit er im Jahre 1958 gleich bei drei Filmen Heinz Rühmann (mit dem er bereits 1954 bei der deutsch-französischen Koproduktion Zwischenlandung in Paris zusammengearbeitet hatte) optisch bearbeiten sollte, zu dessen bevorzugtem Maskenbildner. Bis zu Rühmanns weitgehendem Karriereende 1976 wollte der Publikumsliebling auf Josef Coesfeld nicht mehr verzichten und ließ sich, wenn erforderlich, auch privat von diesem aufhübschen. Angesichts Rühmanns zunehmend lichterem Haar im Laufe seiner Karriere war es vor allem Coesfelds Aufgabe, ihn mit entsprechenden Perücken und Haarteilen zu versorgen. Rühmann selbst schrieb in seinen Erinnerungen: „Das war's“ über Coesfeld folgende Zeilen: „Jupp ist mein Maskenbildner, ein wahrer Künstler seines Fachs. Er hat unzählige Masken, Haarteile, Bärte für mich angefertigt. Uns verbindet seit über fünfundzwanzig Jahren ein freundschaftliches Verhältnis.“
Darüber hinaus war Coesfeld auch an diversen Produktionen von Franz Seitz (mehrere Ludwig-Thoma- und „Lümmel“-Lustspiele) beteiligt und war der Maskenbildner weiterer Stars wie Hans Albers, Marika Rökk und Carl Raddatz. Auch Billy Wilder griff auf ihn 1961 bei seiner in Deutschland entstandenen Komödie Eins, zwei, drei zurück, und der Ausflug der britischen Komikergruppe Monty Python zum deutschen Fernsehen (Monty Python’s Fliegender Zirkus) wurde 1971 gleichfalls von Coesfeld maskenbildnerisch betreut. Gelegentlich erweiterte der Rheinländer sein Betätigungsfeld in Richtung Gesangsbühne und arbeitete mit dem Stardirigenten Herbert von Karajan bei den Operninszenierungen „Othello“ und „Madame Butterfly“ zusammen Nach seiner Arbeit an dem aufwändigen Historienfilm Götz von Berlichingen mit der eisernen Hand zog sich der in Grünwald bei München lebende 65-jährige Coesfeld ins Privatleben zurück. Bundespräsident Richard von Weizsäcker verlieh ihm ihn Anerkennung seiner Leistungen für den deutschen Film 1984 das Verdienstkreuz am Bande des Verdienstordens der Bundesrepublik Deutschland. Josef Coesfeld starb am 23. September 1989 in München. Er wurde auf dem Waldfriedhof Grünwald bestattet.

## Filmografie
- 1942: Diesel
- 1951: Heidelberger Romanze
- 1951: Sensation in San Remo
- 1953: Die geschiedene Frau
- 1953: Hab ich nur deine Liebe
- 1954: Mannequins für Rio
- 1954: Sie
- 1954: Zwischenlandung in Paris (Escale à Orly)
- 1954: Ingrid – Die Geschichte eines Fotomodells
- 1955: Reifende Jugend
- 1955: Die Barrings
- 1955: Mamitschka
- 1956: Friederike von Barring
- 1956: Nacht der Entscheidung
- 1956: Das Mädchen Marion
- 1956: Made in Germany
- 1958: Es geschah am hellichten Tag
- 1958: Der Pauker
- 1958: Der eiserne Gustav
- 1959: Der Frosch mit der Maske
- 1959: Menschen im Hotel
- 1959: Ein Mann geht durch die Wand
- 1959: Der Jugendrichter
- 1960: Mein Schulfreund
- 1960: Der brave Soldat Schwejk
- 1960: Das schwarze Schaf
- 1960: Die große Attraktion (The Big Show)
- 1961: Der Hochtourist
- 1961: Der Lügner
- 1961: Eins, zwei, drei (One Two Three) (auch Auftritt)
- 1961: Max, der Taschendieb
- 1962: Er kann’s nicht lassen
- 1962: Kapitän Sindbad (Captain Sinbad)
- 1963: Meine Tochter und ich
- 1963: Das Haus in Montevideo
- 1964: Vorsicht Mister Dodd
- 1965: Dr. med. Hiob Prätorius
- 1965: Das Liebeskarussell
- 1965: Hokuspokus
- 1966: Grieche sucht Griechin
- 1966: Maigret und sein größter Fall
- 1966: Onkel Filser – Allerneueste Lausbubengeschichten
- 1967: Fast ein Held
- 1967: Wenn Ludwig ins Manöver zieht
- 1968: Die Ente klingelt um ½ 8 (auch Auftritt)
- 1968: Zur Hölle mit den Paukern (auch Auftritt)
- 1968: Komm nur, mein liebstes Vögelein
- 1968: Ein dreifach Hoch dem Sanitätsgefreiten Neumann
- 1969: Sieben Tage Frist
- 1969: Ehepaar sucht gleichgesinntes
- 1969: Pepe, der Paukerschreck
- 1969: Hurra, die Schule brennt! (auch Auftritt)
- 1969: Ludwig auf Freiersfüßen
- 1970: Endspurt
- 1970: Hurra, unsere Eltern sind nicht da
- 1970: Wir hau’n die Pauker in die Pfanne
- 1971: Der Kapitän
- 1971: Hilfe, die Verwandten kommen
- 1971: Verliebte Ferien in Tirol
- 1971: Morgen fällt die Schule aus
- 1971: Monty Python’s Fliegender Zirkus (TV-Reihe)
- 1972: Betragen ungenügend!
- 1972: Der Hausmeister
- 1973: Oh Jonathan – oh Jonathan!
- 1976: Gefundenes Fressen
- 1977: Die Jugendstreiche des Knaben Karl
- 1978: Götz von Berlichingen mit der eisernen Hand